# Saknade te havs
"Saknade te havs" är en låt av den svenska popartisten Håkan Hellström, utgiven på albumet 2 steg från Paradise från 2010 samt på singel bestående av de dubbla A-sidorna "Saknade te havs" och "River en vacker dröm". Ursprungligen var "Saknade te havs" en engelskspråkig låt skriven av Johan Holmlund och Bastian Pabst (alias Flowers in the air), kallad "Lost at sea". Hellström gillade den och tilläts göra en fri översättning. Hellströms version blev betydligt mer uppmärksammad och har uppnått sjunde plats på den svenska singellistan.
Singeln gavs ut som digital nedladdning den 11 september 2010 och gjordes den 16 september tillgänglig på musiktjänsten Spotify. En vinyl-utgåva lanserades den 11 oktober samma år, begränsad till 300 exemplar.

## Mottagande
Singeln mötte överlag positiv kritik av den svenska pressen, med betyget fyra av fem i Aftonbladet och 7/10 av webbplatsen Dagensskiva.com. Både "Saknade te havs" och "River en vacker dröm" gick direkt upp på den svenska singellistan och har sedan 25 september 2010 nått sjunde respektive sjätte plats som högst. "Saknade te havs" testades även på Trackslistan den 18 september och resulterade i första plats den 25 september.

## Låtlista
1. "Saknade te havs" (Håkan Hellström, Johan Holmlund, Bastian Pabst) – 3:26
2. "River en vacker dröm" (Håkan Hellström, Johan Forsman) – 4:53

## Listplaceringar
| Lista (2010) | Topplacering |
| ------------ | ------------ |
| Sverige      | 7            |

### Fotnoter
1. ↑  Fäldt, Gabriella (2010-10-01). "Till havs med Håkan Hellström och monstret" Arkiverad 19 november 2011 hämtat från the Wayback Machine.. Jnytt.
2. ↑  Håkan Hellströms officiella hemsida: "Saknade te havs / River en vacker dröm på Spotify" Arkiverad 24 oktober 2010 hämtat från the Wayback Machine.. Läst 21 september 2010.
3. ↑  Håkan Hellströms officiella hemsida: "River en vacker dröm/Saknade te havs Vinylsingel" Arkiverad 15 november 2010 hämtat från the Wayback Machine.. Läst 13 oktober 2010.
4. ↑  "Redan en klassiker". Recension av singeln i Aftonbladet (Joacim Persson, 2010-09-10). Läst 25 september 2010.
5. ↑  Recension av singeln på dagensskiva.com (Maria Gustafsson, 2010-09-11). Läst 25 september 2010.
6. ↑  Placeringar på den svenska singellistan. Läst 25 september 2010.